# チャールズ・ダグラス (1726-1756)
ドラムランリグ伯爵チャールズ・ダグラス（Charles Douglas, Earl of Drumlanrig、1726年7月17日 – 1756年10月24日）は、グレートブリテン王国の政治家。第3代クイーンズベリー公爵チャールズ・ダグラスの次男であり、兄ヘンリーの死後はクイーンズベリー公爵位の法定推定相続人だったが、自身も父に先立って死去した。政治家としてはトーリー党に属し、庶民院議員を務めた。

## 生涯
第3代クイーンズベリー公爵チャールズ・ダグラスと妻キャサリン（1701年ごろ – 1777年7月17日、第4代クラレンドン伯爵ヘンリー・ハイドの娘）の次男として、1726年7月17日に生まれた。1734年から1741年までウィンチェスター・カレッジで、1742年から1744年までウェストミンスター・スクールで教育を受けた後、1745年5月30日にオックスフォード大学クライスト・チャーチに入学した。
1747年イギリス総選挙でダンフリーズシャー選挙区から出馬して、無投票で庶民院議員に当選した。ダンフリーズシャーはクイーンズベリー公爵家が掌握していた選挙区であり、ダグラスは1754年イギリス総選挙でも無投票で再選した。『完全貴族要覧』ではトーリー党所属とされたものの、『英国議会史』では1754年時点で政府を支持していたという。
1754年10月19日に兄ヘンリーが事故死すると、クイーンズベリー公爵位の法定推定相続人として「ドラムランリグ伯爵」の儀礼称号を兄から継承した。この時代のイギリス議会ではスコットランド貴族の法定推定相続人に庶民院議員への被選挙権がなかったが、ドラムランリグ伯爵未亡人（兄ヘンリーの妻）が妊娠していないことが確認されるまでチャールズの失職はいったん保留とされ、1755年11月になってようやく補欠選挙（すなわち、チャールズの失職）が公示された。
1752年初より体調が悪くなり、1756年10月24日にウィルトシャーのエイムズベリーで生涯未婚のまま死去、ダンフリーズシャーのデュリスディアで埋葬された。